# Mike Smrek
Michael Frank « Mike » Smrek, né le 31 août 1962 à Welland en Ontario, est un joueur canadien de basket-ball. Il évolue durant sa carrière au poste de pivot.

## Palmarès
- Champion NBA 1987, 1988